# Ончино
Ончино (итал. Oncino) — коммуна в Италии, располагается в регионе Пьемонт, в провинции Кунео.
Население составляет 97 человек (2008 г.), плотность населения составляет 2 чел./км². Занимает площадь 46 км². Почтовый индекс — 12030. Телефонный код — 0175.
Покровителем населённого пункта считается святой Стефан, первомученик. День памяти — 26 декабря.

## Демография
Динамика населения:

## Администрация коммуны
- Официальный сайт: